# Rudolf Bultmann

Rudolf Karl Bultmann (20. august 1884 – 30. juli 1976) var en tysk protestantisk teolog, professor i Ny Testamente i Marburg 1921-1951, og en af 1900-tallets mest betydningsfulde teologer.
Bultmann studerede teologi i Marburg hos Wilhelm Herrmann, Johannes Weiss og Wilhelm Heitmüller. Han var en repræsentant for den religionshistoriske skole, der interesserede sig stærkt for den bibelske omverden. Han var professor i Breslau (1916–1920), Gießen (1920–1921) og Marburg (1921–1951).
Bultmann hører til de "dialektiske teologer", der siden 1918 havde vendt sig mod liberalteologien. Han bliver desuden betragtet som en førende eksistensteolog - på linje med Søren Kierkegaard. I Marburg blev han bekendt med Martin Heidegger og fandt i dennes eksistensfilosofi muligheden for at tænke Gud som noget "helt anderledes" og dog som havende en relation til mennesket. Det åbnede for ham muligheden for at fortolke NT-forkyndelsen eksistentielt.
Bultmann er særlig kendt for sit afmytologiseringsprogram.

## Nytestamentlig forskning
Bultmann gennemførte den formhistoriske metode for alle tekster i evangelierne i sit standardværk Geschichte der synoptischen Tradition ("Den synoptiske traditions historie") (1921), og han knyttede de mange forskellige tekstperikoper til bestemte litterære genrer. På denne måde kunne han erklære en stor del af Jesu forkyndelse for at være menighedsteologi efter påskebegivenhederne i Det Nye Testamente.
I sin Theologie des Neuen Testaments ("Det Nye Testamentes teologi") (1948–1953) placerede han Jesus helt inden for jødedommen og erklærede ham for at høre til forudsætningerne for det kristne "kerygma" (kernebudskab). Bultmann lod altså først den egentlige teologi begynde med urmenigheden og Paulus – i modsætning til Joachim Jeremias. Han fremhævede, at Paulus og forfatteren til Johannesevangeliet ikke havde været interesseret i den jordiske Jesus og dennes udsagn om menneske, Gud og verden – og at kun det formale faktum, "at" Jesus var kommet, var nødvendigt – ikke "hvem" han var, og "hvad" han havde sagt og gjort.

## Afmytologisering
Nu er det imidlertid et problem, at den nytestamentlige forkyndelse er indvævet i et forældet mytologisk sprog. Det Nye Testamente indeholder myter, for eksempel jomfrufødslen, opstandelsen og himmelfarten. Den indeholder et verdensbillede, der deler verden op i tre etager: himmel, jord og helvede. Et sådant verdensbillede kan det moderne, naturvidenskabeligt tænkende menneske ikke godtage, siger Bultmann:
"Ingen, der er gammel nok til at kunne tænke selv, bilder sig ind, at Gud bor i en himmel i lokal betydning. Der findes ikke længere nogen himmel i ordets traditionelle betydning. Det samme gælder helvede i betydningen af en mytisk verden neden under vore fødder. Og er det sådan, så kan vi ikke længere acceptere beretningen om, at Kristus fór ned til helvede eller at han fór til himmels, som bogstavelig sand. Vi kan ikke længere vente menneskesønnens genkomst på himlens skyer, eller håbe, at de troende skal møde ham i luften (1. Thessalonikerbrev, 4, 17)." 
Der skal derfor ske en afmytologisering. Med udtrykket "afmytologisering" (ty. "Entmythologisierung") mener Bultmann ikke, at myterne skal fjernes fra forkyndelsen. Men de skal fortolkes. Det gælder om at finde frem til Det Nye Testamentes egentlige anliggende, nemlig et kald til afgørelse over for Gud. Hvis man fortolker budskabet i Det Nye Testamente eksistentielt, så lader teksterne sig "afmytologisere" og forkynde som en opfordring til tro ud fra en radikalt ny selvforståelse.
Bultmann præsenterede sit afmytologiseringsprogram i artiklen Neues Testament und Mythologie ("Det Nye Testamente og mytologien") i 1941. Artiklen blev efter 1945 internationalt kendt. Afmytologiseringsprogrammet udløste en heftig og vedvarende debat.